# Nootka Sound
Koordinaten: 49° 46′ 13″ N, 126° 27′ 37″ W
Der Nootka Sound ist ein tiefer, in drei Hauptarme verzweigter Meeresfjord im pazifischen Nordwesten Amerikas. Der Sund ist eine Meeresbucht im Westen von Vancouver Island in der kanadischen Provinz British Columbia und der mittlere der fünf die Westküste prägenden Sunde, neben Quatsino Sound, Kyuquot Sound, Clayoquot Sound und Barkley Sound.

## Geschichte

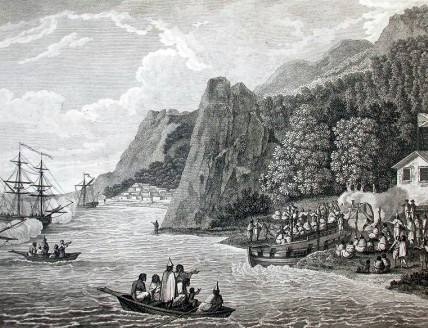
Schiffe von John Meares bei der Ankunft am Nootka Sound 1788

Die Einfahrt zum Nootka Sound wurde 1774 von Juan Pérez, einem spanischen Seefahrer, entdeckt. Im März 1778 fuhr auf seiner dritten Weltumseglung der britische Kapitän James Cook als erster Europäer in den Sund ein. Vorbei an der Friendly Cove (elf Jahre später Schauplatz der Nootka-Sound-Kontroverse) ankerte er vor der kleinen, mitten im Sund gelegen Bligh Island. Hier machte er Bekanntschaft mit den indigenen Nuu-chah-nulth (Nootka).
Die Nootka riefen ihm „itchme nutka, itchme nutka“ zu, was „geh’ herum“ (nach Yuquot) bedeutet, allerdings missverstand dies Cook als Name des Volkes. Trotzdem trägt der Sund bis heute diesen Namen.
John Meares, ein britischer Seefahrer, eröffnete an der Bucht (im heutigen Yuquot) 1788 einen temporären Handelsplatz. Nachdem sich hier 1789 auch die Spanier niederließen und die Siedlung Santa Cruz de Nuca gründeten sowie später vier britische Schiffe kaperten, kam es zu einer schweren diplomatischen Krise zwischen Großbritannien und Spanien, der Nootka-Sound-Kontroverse, die 1795 endgültig beigelegt war. Seitdem ist der Nootka Sound sich selbst überlassen geblieben. Er ist, wie fast die gesamte Westküste von Vancouver Island, durch seine reiche Meerestierwelt und die noch in manchen Teilen unberührte Natur bekannt.
Der Nootka Sound findet auch Erwähnung in dem patriotischen Lied The Maple Leaf Forever (entstanden 1867), um die räumliche Dimension Kanadas zu verdeutlichen.